# Cardamine penzesii
Cardamine penzesii là một loài thực vật có hoa trong họ Cải. Loài này được Ancev & Marhold mô tả khoa học đầu tiên năm 1999.